# Industrie agropharmaceutique
 (janvier 2013).
Si vous disposez d'ouvrages ou d'articles de référence ou si vous connaissez des sites web de qualité traitant du thème abordé ici, merci de compléter l'article en donnant les références utiles à sa vérifiabilité et en les liant à la section « Notes et références ».
 (décembre 2022).
Améliorez-le ou discutez des points à vérifier. 
L’Industrie agropharmaceutique désigne un domaine industriel produisant des médicaments ou des produits phytosanitaires. Cet type d'industrie regroupe un petit nombre de sociétés très puissantes, essentiellement occidentales et dans une moindre mesure indiennes.
Cette industrie est très décriée pour plusieurs raisons :
- elle est impliquée dans de nombreux scandales, comme celui de vache folle[réf. nécessaire], des œufs contaminés au fipronil[1] ou du levothyrox[2].
- les bénéfices très importants effectués sur ce secteur ;
- les différends qui l'opposent aux ONG dans le dossier de l'accès des populations non solvables aux médicaments, notamment dans le cas du virus du sida[réf. nécessaire] ;
- le désintérêt pour les maladies rares ou orphelines ;[réf. nécessaire]
- un intérêt particulier pour les produits commercialisables, pas forcément pour ceux qui représenteraient un vrai progrès thérapeutique[réf. nécessaire] ;
- la faible innovation au vu des sommes en sa possession[réf. souhaitée] ;
- la faible part des investissements consacrés à la recherche scientifique, surtout quand on la compare à celle consacrée à la publicité ;
- les non-libéraux lui reprochent d'être une industrie privée là où ils voient un service qui devrait être rendu par un service de l'état ou par une structure fédérale[réf. nécessaire] ;
- les écologistes lui reprochent d'alimenter l'agriculture productiviste en molécules dangereuses pour la santé humaine et pour l'écosystème.

Ces raisons peuvent être expliquées essentiellement par la priorité accordée aux bénéfices financiers avant tout, notamment avant l'intérêt et la santé des populations.